# 交響曲第6番 (團伊玖磨)
交響曲第6番「HIROSHIMA」は、團伊玖磨が1985年に作曲した交響曲。

## 概要
團は8つの交響曲（「ブルレスケ風交響曲」および、未完となった第7番「邪宗門」を含める）を残しており、そのうち完成された内では最後の交響曲。第5番「駿河」（1965年に完成）から20年を経た1985年8月1日に完成した。
1984年に広島青年会議所平和問題委員会からの依頼で作曲した作品であり、1985年10月4日に行われた「平和コンサート2001」において作曲者自身の指揮する広島交響楽団、赤尾三千子の笛、曽我栄子のソプラノによって初演が行われた。
團自身の指揮により、1989年にウィーン交響楽団、1992年にジョルジュ・エネスク交響楽団およびシンガポール・フィルハーモニーによって演奏されている。

## 楽器編成
ピッコロ2（第2奏者は第4フルート持替え）、フルート3、オーボエ2、クラリネット2、バス・クラリネット（第3クラリネット持替え）、ファゴット2、ホルン6、トランペット3、トロンボーン3、テューバ、ティンパニ、トライアングル、小太鼓、シンバル、大太鼓、タムタム、チューブラーベル、ハープ、能管、篠笛、弦五部（第1ヴァイオリン、第2ヴァイオリン、ヴィオラ、チェロ、コントラバス）、ソプラノ独唱

## 構成
3楽章構成で、演奏時間は50分前後。第3楽章にはソプラノ独唱が入る。テキストはイギリスの詩人エドマンド・ブランデンが1949年8月6日に書いた詩"HIROSHIMA, A SONG"である（広島市にこの詩の詩碑がある）。
他に能管と篠笛がそれぞれ1本ずつオーケストラに組み込まれているのが特色である。
第1楽章 アンダンテ・マ・ノン・トロッポ ― アレグロ・リフレッシーヴォ
全体の3分の1を占める長大な楽章。演奏時間は20分近い。
ソナタ形式。アンダンテ・マ・ノン・トロッポの序奏に始まり、序奏が終わると、主部に入る。やがて現れる第1主題は、他の楽章にも顔を出す重要な主題である。その次はテネラメンテ（優しくの意）、ポーコ・メノ・モッソというように主題を提示する。コーダはアンダンテ・マ・ノン・トロッポの序奏が再び現れる。
第2楽章 アレグロ・リトミコ
ロンド形式。スケルツォ。広島の風土についての楽章。比較的短い。スケルツォは2つの部分から成る。第1トリオの主題（鞆の浦大漁節）はファゴットで提示され、再びスケルツォ部分を挟み、第2トリオが現れる。第2トリオの主題（音戸の舟歌）は篠笛で提示される。コーダは第1楽章第1主題を回想する。速度はグランティオーソ。最終的にはプレストにテンポを上げる。
第3楽章 アンダンテ・ソステヌート・エ・フネーブレ
冒頭は低音の主題と弱々しい篠笛のソロの対話で始まるが、やがてそれが終わってポコ・アニマートになると、ソプラノがエドマンド・ブランデンの詩を歌い始める。続くコーダで第1楽章第1主題を回想し、輝かしく曲を締めくくる。